# 共和国广场 (斯特拉斯堡)

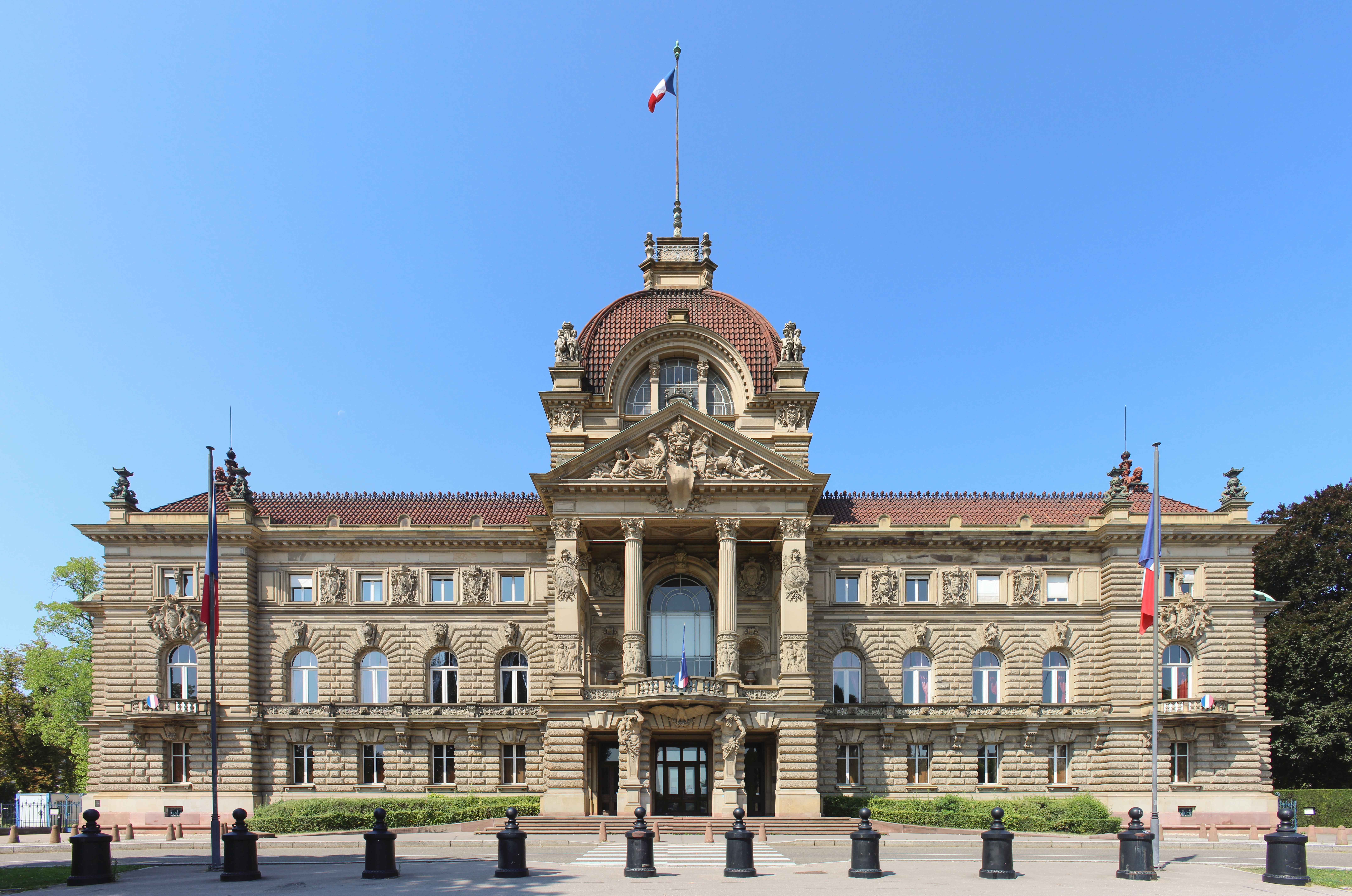
莱茵宫

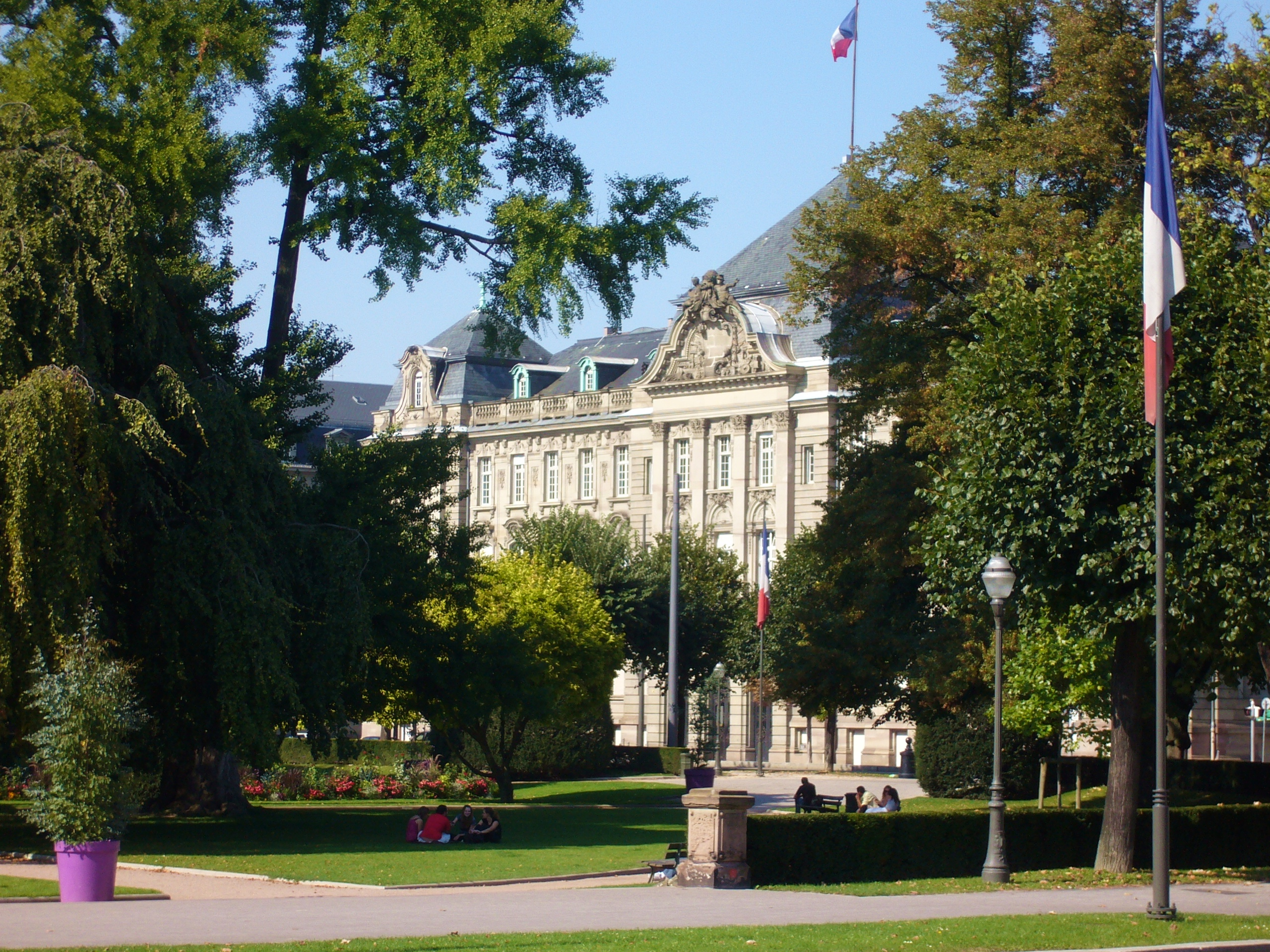
L'hôtel des impôts

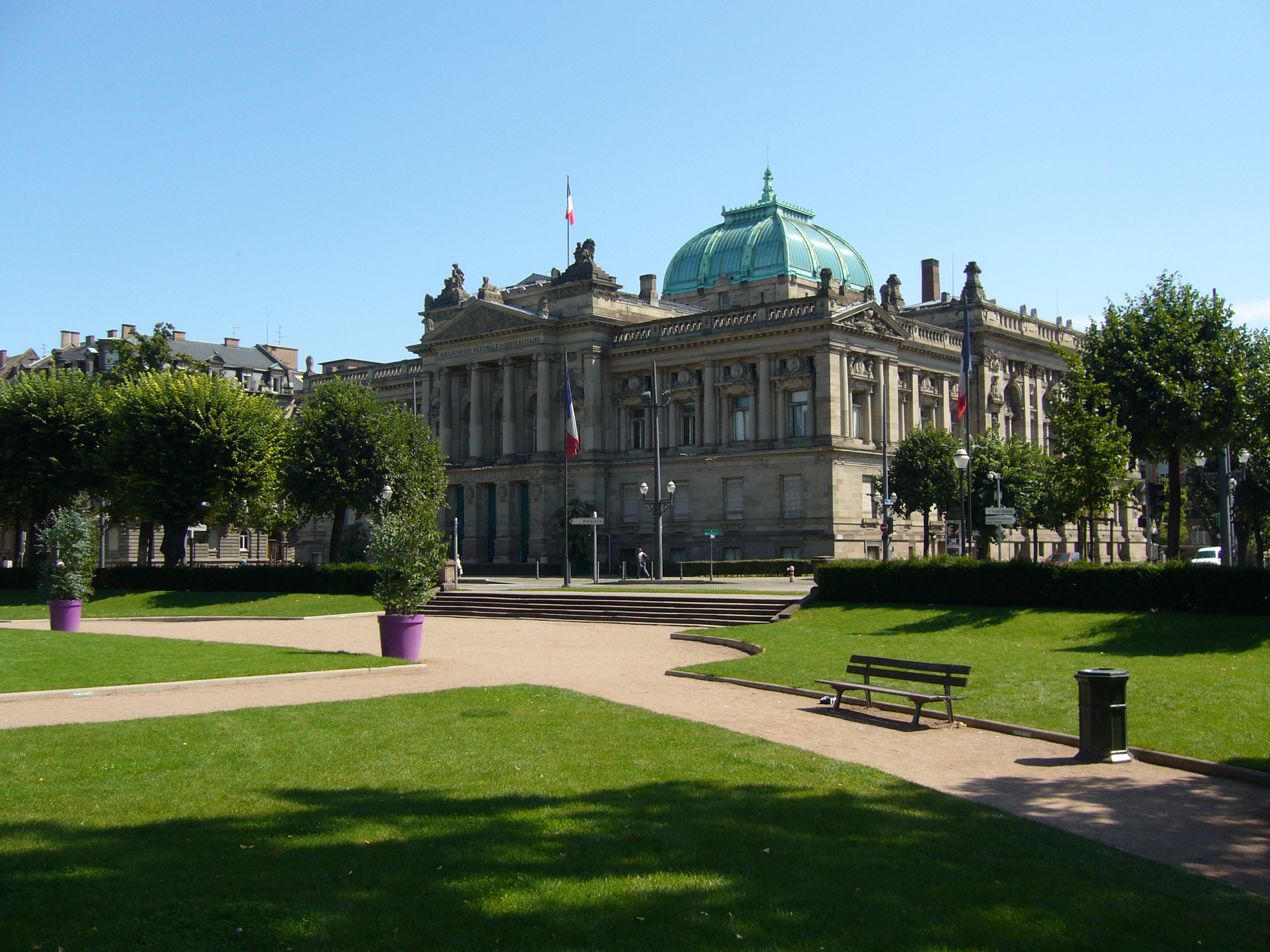
斯特拉斯堡国家和大学图书馆

共和国广场（Place de la République）坐落在法國斯特拉斯堡的德国区，是老城区和新城区的交界点。五座宏伟的建筑拔地而起，其中包括斯特拉斯堡国家剧院、斯特拉斯堡国家和大学图书馆、莱茵宫，是结合了多种不同的建筑风格（意大利文艺复兴，巴洛克，古典建筑风格），形成的“柏林纪念碑式”的少数实例之一。

## 主要建筑物
斯特拉斯堡共和国广场建筑群是威廉建筑的最佳实例之一。 
莱茵宫，前皇帝行宫，为德国皇帝访问斯特拉斯堡时的驻地，兴建于1883年到1888年，纯粹的日耳曼新文艺复兴风格。这座建筑标志着斯特拉斯堡加入德国，是一个规模巨大的市区重建计划的一部分。自1920年起，莱茵河航运中央委员会入驻这座建筑。 
斯特拉斯堡国家剧院，兴建于1888年到1899年。1911年，成为阿尔萨斯-洛林议会。1972年，成为外省第一座国家剧院。 
斯特拉斯堡国家和大学图书馆，1895年开幕，原为阿尔萨斯-洛林议会宫，目前是法国唯一拥有国家和大学双重身份的图书馆。斯特拉斯堡国家和大学图书馆在法国仅次于巴黎， 藏书300多万册。
斯特拉斯堡死难者纪念碑（monument aux morts de Strasbourg），位于共和国广场，1936年由总统阿尔贝·勒布伦揭幕。雕塑表现一位母亲（象征斯特拉斯堡市）的膝盖上有两个垂死的孩子，一个是德国，一个是法国，他们战斗到死。这是法国罕见的和平纪念碑。这个雕像反映了战争造成的痛苦。
从莱茵宫对面的自由大街（avenue de la Liberté）向东可达大学宫（palais universitaire）（斯特拉斯堡威廉皇帝大学），它仍然开设某些大学课程（历史，艺术史等），被认为是在德国时期建造的最美丽的建筑之一。据说，建筑师就住在大学广场的一座建筑里，他为自己在这座建筑前修建了自己的住宅。